# Aminata Diop
Aminata Diop (Sikasso, 1968) es una mujer maliense que en 1989 huyó a Francia para evitar una mutilación genital femenina (FMG). En octubre de 1990 solicitó asilo político, y está considerada como la primera mujer en invocar la mutilación genital femenina como motivo para solicitar el estatus de refugiada. Tanto la solicitud inicial como una posterior apelación en septiembre de 1991 fueron denegadas por motivos técnicos, ya que no había solicitado ayuda al gobierno maliense antes de huir del país. A pesar de ello, fue autorizada a quedarse en Francia.

## Vida en Malí
Diop nació en el seno de una familia musulmana en Sikasso. Su lengua nativa es el Bambara. A la edad de 12 años fue enviada a la escuela en la capital, Bamako. A la edad de 8 años Diop fue prometida al hijo del mejor amigo de su padre, pero la boda no fue planificada hasta mucho más tarde. Según la tradición local, se le exigió que se sometiera a una circuncisión ritual antes de que pudiera casarse, lo que implicaría la extirpación de su clítoris y labios interiores. Como su mejor amiga había muerto recientemente por esta causa, Diop pidió a su padre y a su futuro esposo que no se llevara a cabo, pero se negaron y su padre la golpeó.
El día previsto para ser sometida a la ablación, Diop huyó de su casa y se refugió en casa de una tía, en Bamako. Su tía la expulsó de su casa cuando le explicó por qué se había escapado, pero una amiga que trabajaba para una aerolínea belga le gestionó un pasaporte y le compró un billete de ida a Bruselas, desde donde luego viajó a París. Puesto que Diop no había cumplido el compromiso de matrimonio, su padre tuvo que reembolsar la dote a la familia del novio, culpando a su esposa por el desafío de su hija, y expulsándola del hogar.

## Vida en Francia y reclamación de asilo
En Francia, Diop permaneció inicialmente con una pareja maliense que había conocido previamente. Posteriormente fue acogida por Renée Boutet de Monvel, un ginecólogo y activista anti-MGF. En octubre de 1990 Diop solicitó asilo político al gobierno francés, acogiéndose a los términos de la Convención sobre el Estatuto de los Refugiados de la ONU. Está considerada como la primera mujer de cualquier país en invocar la mutilación genital como causa para buscar asilo. La primera solicitud de Diop fue rechazada, pero su abogada, Linda Weil-Curiel, apeló el fallo. En septiembre de 1991, la Comisión para Apelaciones de los refugiados rechazó nuevamente concederle asilo debido a que no había solicitado previamente ayuda al Gobierno de Malí antes de abandonar el país. Sin embargo, convino en que las mujeres que huían de la MGF estaban protegidas por la Convención sobre los Refugiados, convirtiéndose en el primer órgano judicial en hacerlo.
Weil-Curiel, la abogada de Diop, ha expresado la opinión de que el gobierno francés negó la solicitud de Diop por razones políticas -un fallo positivo habría abierto un nuevo canal para la inmigración africana- y que por lo tanto, contradecía la postura del gobierno contra la inmigración. Debido a la protesta pública por la decisión, incluyendo una campaña internacional de cartas, el gobierno permitió que Diop permaneciera en el país. Inicialmente se le concedió un visado provisional por tres meses, que se prorrogó por un año en diciembre de 1991 y posteriormente se prorrogó con carácter indefinido. Aunque Diop padeció inicialmente un periodo de depresión tras su llegada a Francia, posteriormente se ha adaptado al país, recibiendo clases diarias de francés y trabajando a tiempo parcial como limpiadora de oficinas.